# Ammersee
Ammersee je ledovcové jezero v německém regionu Alpenvorland, asi 40 km jihozápadně od Mnichova. S rozlohou 46,6 km² je třetím největším jezerem Bavorska a šestým největším v celém Německu. Jezero je protáhlé severojižním směrem v délce přes 16 kilometrů, největším ostrovem je Schwedeninsel (dříve Erlaich) o rozloze 1,7 hektaru v jeho jižní části. Průměrná hloubka činí 37 metrů a maximální hloubka 81 metrů. Jezero leží v nadmořské výšce 553 m, odvodňuje je řeka Amper (také Ammer), přítok Isaru.

## Historie
Jezero vzniklo v době würmského zalednění, původně bylo spojeno se sousedním Pilsensee, od té doby se jeho rozloha stále zmenšuje v důsledku naplavování půdy. Ve starověku vedla podél jezera obchodní stezka, po níž se přepravoval jantar. Název jezera je odvozen z keltského výrazu pro vodu.

## Turistika
Ammersee je díky čisté vodě a horskému vzduchu vyhledávanou rekreační oblastí pro obyvatele Mnichova, Landsbergu a Augsburgu, v období letních prázdnin jsou břehy jezera obleženy návštěvníky. Provozují se vodní sporty (jachting, windsurfing, potápění), po břehu jezera vede promenáda, okolní kopce nabízejí hustou síť stezek pro pěší i cyklistické výlety. Od roku 1878 funguje na jezeře lodní doprava, kterou provozuje společnost Bayerische Seenschifffahrt. Významnou památkou na břehu jezera je klášter Andechs a za zmínku stojí i rekreační městečko Dießen am Ammersee, nejen pro svůj kostel Nanebevzetí Panny Marie (něm. Marienmünster Mariä Himmelfahrt). V Herrschingu se nachází lázeňský park s novorenesančním zámkem. Po západním břehu vede lokální železniční trať Ammerseebahn.

## Ochrana přírody
Jezero je státním majetkem, který spravuje Bayerische Verwaltung der staatlichen Schlösser, Gärten und Seen. Mokřady okolo jižního výběžku Ammersee jsou významným ptačím hnízdištěm, pobřeží je chráněno v rámci Ramsarské úmluvy, vstup na Schwedeninsel je povolen pouze vědeckým výpravám. Žijí zde vzácné druhy ryb, jako je síh bavorský nebo siven německý, v roce 2010 byl popsán endemický druh ježdíka Gymnocephalus ambriaelacus.